# Я піду в далекі гори
«Я піду в далекі гори» — пісня Володимира Івасюка, яка стала однією з найвідоміших його пісень. Володимир Івасюк написав музику восени 1968 року, а слова взимку 1969 року, коли він був студентом Чернівецького медичного інституту. Початкова назва пісні була «Мила моя» та мала відмінності у тексті.

## Текст пісні
Початковий текст: Мила моя

Я піду в далекі гори

У вечірнюю годину

І попрошу вітра зворів,

Щоб не спав, не спав до днини.

Щоб летів на вільних крилах

У широкі полонини

І приніс до ранку квіти,

Що так люблять очі сині.

Приспів:

Мила моя, люба моя,

Квіте ясен цвіт,

Я несу в очах до тебе

Весь блакитний світ.

Я несу в устах цілунки,

Радісні пісні,

А в руках несу я ласку

Й квіти весняні.

Якщо ж вітер полетіти

В полонини не захоче,

Все одно знайду я квіти,

Що так люблять сині очі.

Перейду я бистрі ріки

І піднімусь аж за хмари,

І шляхи мені покажуть

Твоя врода, твої чари.

Приспів.
Сучасний текст: Я піду в далекі гори

Я піду в далекі гори

На широкі полонини,

І попрошу вітру зворів,

Аби він не спав до днини.

Щоб летів на вільних крилах

На кичери і в діброви

І дізнавсь, де моя мила —

Карі очі, чорні брови.

Приспів:

Мила моя, люба моя,

Світе ясен цвіт,

Я несу в очах до тебе

Весь блакитний світ.

Я несу любов-зажуру,

Мрію молоду,

І сади цвітуть для мене,

Як до тебе йду.

А як вітер з полонини

Полетіти не захоче,

Все одно знайду дівчину —

Чорні брови, карі очі.

Перейду я бистрі ріки,

І бескиди, і діброви,

І шляхи мені покажуть

Карі очі, чорні брови.

Приспів.
Один із варіантів приспіву у виконанні Володимира Івасюка звучав так:
Приспів:

Мила моя, люба моя,

Квіте мій ясний, 

Я несу в очах до тебе

Безліч світлих мрій.

Я несу в устах цілунки, 

Радісні пісні,

А в руках несу я ласку

Квіти весняні.

## Виконавці
У різні часи пісню виконували Назарій Яремчук, Василь Зінкевич, Анатолій Зіневич, Володимир Івасюк, Віктор Павлик, Плач Єремії, Русичі, Марія Яремчук, Квітка Цісик (альбом «Два кольори»), Оксана Муха, Лілія Відаш, та інші співаки.